# Eurovision Song Contest 2012
La cinquantasettesima edizione dell'Eurovision Song Contest si tenne dal 22 al 26 maggio 2012 presso la Baku Crystal Hall in Azerbaigian. A vincere è stata la Svezia con il brano Euphoria interpretato da Loreen, con un totale di 372 punti.
Il concorso si è articolato in due semifinali e una finale presentate da: Leyla Əliyeva, Eldar Qasımov (vincitore della precedente edizione) e Nərgiz Birk-Petersen.
Questa edizione ha visto il ritorno del Montenegro, assente nelle due precedenti edizioni, e il ritiro di Armenia, a causa dei rapporti tesi con il paese ospitante, e Polonia, a causa della coincidenza con le fasi organizzative del campionato europeo di calcio 2012.

## Organizzazione
Il 17 agosto 2011 l'UER ha ufficialmente annunciato il partner commerciale che presenta l'Eurovision Song Contest 2012: si è trattato di Azercell, compagnia telefonica azera che detiene il 55% del mercato di comunicazione mobile del Paese; si sono aggiunti anche Schwarzkopf, Socar ed un'agenzia che promuove il turismo azero.

### Scelta della sede
All'indomani della vittoria azera all'Eurovision Song Contest 2011, il paese confermò l'intenzione di ospitare l'edizione successiva della manifestazione e annunciò che avrebbe costruito una sede apposita nei pressi della piazza della bandiera statale a Baku, capitale dell'Azerbaigian.
Il 19 maggio 2011 gli organizzatori annunciarono che altre due sedi sarebbero state prese in esame: lo Stadio Tofiq Bəhramov e il complesso sportivo Heydər Əliyev (entrambi situati nella capitale azera). Si optò per la costruzione ex novo della sede nel sito prestabilito, pertanto l'Unione europea di radiodiffusione annunciò che l'evento sarebbe stato ospitato dalla costruenda Baku Crystal Hall.
| Città | Sede                             | Capacità | Note                                 |
| ----- | -------------------------------- | -------- | ------------------------------------ |
| Baku  | Stadio Tofiq Bəhramov            | 31 200   |                                      |
| Baku  | Complesso sportivo Heydər Əliyev | 8 000    |                                      |
| Baku  | Baku Crystal Hall                | 25 000   | Costruita appositamente per l'evento |

### Logo e slogan
Il design dell'edizione è ruotato tutto attorno al soprannome dell'Azerbaigian, ovvero "la terra del fuoco": dai colori caldi del palco e delle grafiche usate al logo stesso di quell'anno, un fiore composto da petali di fuoco, fino allo slogan, "Light Your Fire".

### Sistema di voto
Il gruppo di riferimento dell'UER ha deciso, a partire da questa edizione, di ripristinare la cosiddetta "finestra-televoto". Diversamente da ciò che è accaduto nelle scorse due edizioni, i paesi non potranno più votare sin da prima che comincino le esibizioni, ma, solo dopo che l'ultimo paese si sia esibito, per un lasso di tempo di 15 minuti. Questo sistema venne usato l'ultima volta all'Eurovision Song Contest 2009 edizione tenutasi a Mosca. La "finestra televoto" viene percepita più equa, nonostante le analisi del televoto non mostrino svantaggi competitivi per i paesi che si esibiscono per ultimi. Questa scelta fa seguito ad un'attenta analisi del televoto che indica come i telespettatori scelgano di televotare solo dopo aver visionato tutte le esibizioni. A sostegno della finestra-televoto c'è anche l'argomento "comparsa grafiche", che per mostrare le informazioni relative al televoto, distrarrebbero l'apprezzamento delle esibizioni e occuperebbero più del 25% dello schermo.

## Stati partecipanti
Paesi partecipanti
     Paesi che hanno partecipato in passato ma non hanno partecipato nel 2012
     Paesi che non si sono qualificati alla finale

Paesi partecipanti
Paesi che hanno partecipato in passato ma non hanno partecipato nel 2012
Paesi che non si sono qualificati alla finale

Il 17 gennaio 2012 è stata ufficializzata la lista definitiva degli Stati partecipanti a questa edizione, che ne prevedeva 43; Tuttavia, il 7 marzo 2012, l'Armenia ha annunciato il ritiro dalla competizione, portando così il numero a 42.
| Stato                       | Artista                | Brano                                    | Lingua            | Processo di selezione                                                                          | Note |
| --------------------------- | ---------------------- | ---------------------------------------- | ----------------- | ---------------------------------------------------------------------------------------------- | --- |
| Albania                     | Rona Nishliu           | Suus                                     | Albanese          | Festivali i Këngës 50, 29 dicembre 2011                                                        | Il titolo del brano è in latino |
| Austria                     | Trackshittaz           | Woki mit deim Popo                       | Bavarese          | Österreich rockt den Song Contest, 24 febbraio 2012                                            | La lingua usata è un dialetto del Mühlviertel, una delle suddivisioni dell'Alta Austria |
| Azerbaigian (organizzatore) | Səbinə Babayeva        | When the Music Dies                      | Inglese           | Milli Seçim Turu per la cantante, 12 febbraio 2012; scelta interna per il brano, 18 marzo 2012 | |
| Belgio                      | Iris                   | Would You?                               | Inglese           | Interno per l'artista, 18 novembre 2011; Eurosong 2012: Een song voor Iris, 17 marzo 2012      | |
| Bielorussia                 | Litesound              | We Are the Heroes                        | Inglese           | Eurofest 2012, 14 febbraio 2012                                                                | A vincere la selezione è stata Alyona Lanskaya con il brano All My Life, ma su decisione del presidente della repubblica Aljaksandr Lukašėnka, vengono scelti i Litesound, secondi classificati. |
| Bosnia ed Erzegovina        | Maya Sar               | Korake ti znam                           | Bosniaco          | Interno; artista annunciato il 15 dicembre 2011, brano presentato il 15 marzo 2012             | |
| Bulgaria                    | Sofi Marinova          | Love Unlimited                           | Bulgaro           | Bylgarskata pesen za Evroviziya 2012, 29 febbraio 2012                                         | Il brano contiene parole in arabo, serbo-croato, greco, spagnolo, italiano, francese, russo, turco, inglese ed azero                                                                             |
| Cipro                       | Īvī Adamou             | La La Love                               | Inglese           | Interno per la cantante, 9 agosto 2011; A Song for Ivi per il brano, 25 gennaio 2012           | |
| Croazia                     | Nina Badrić            | Nebo                                     | Croata            | Interno; artista annunciato il 10 gennaio 2012, brano presentato il 18 febbraio 2012           | |
| Danimarca                   | Soluna Samay           | Should've Known Better                   | Inglese           | Dansk Melodi Grand Prix 2012, 21 gennaio 2012                                                  | Il brano contiene alcune parole in arabo |
| Estonia                     | Ott Lepland            | Kuula                                    | Estone            | Eesti Laul 2012, 3 marzo 2012                                                                  | |
| Finlandia                   | Pernilla Karlsson      | När jag blundar                          | Svedese           | Uuden Musiikin Kilpailu 2012, 25 febbraio 2012                                                 | |
| Francia                     | Anggun                 | Echo (You and I)                         | Francese, inglese | Interno; artista annunciato il 19 novembre 2011, brano presentato il 29 gennaio 2012           | |
| Georgia                     | Anri Jokhadze          | I'm a Joker                              | Inglese           | Finale nazionale, 19 febbraio 2012                                                             | |
| Germania                    | Roman Lob              | Standing Still                           | Inglese           | Unser Star für Baku, 16 febbraio 2012                                                          | |
| Grecia                      | Eleutheria Eleutheriou | Aphrodisiac                              | Inglese           | Ellinikós Telikós 2012, 12 marzo 2012                                                          | |
| Irlanda                     | Jedward                | Waterline                                | Inglese           | Eurosong 2012, 24 febbraio 2012                                                                | |
| Islanda                     | Greta Salóme & Jónsi   | Never Forget                             | Inglese           | Söngvakeppni Sjónvarpsins 2012, 11 febbraio 2012                                               | Il brano è una versione in inglese rispetto a quello che ha vinto la selezione nazionale. |
| Israele                     | Izabo                  | Time                                     | Ebraico, inglese  | Interno; artista annunciato il 7 febbraio 2012, brano presentato il 21 febbraio 2012           | |
| Italia                      | Nina Zilli             | L'amore è femmina (Out of Love)          | Inglese, italiano | Interno; artista annunciata il 18 febbraio 2012; brano annunciato il 13 marzo 2012             | Il brano in gara è una versione bilingue rispetto all'originale. Inizialmente, Nina Zilli doveva partecipare alla manifestazione con il brano Per sempre.                                        |
| Lettonia                    | Anmary                 | Beautiful Song                           | Inglese           | Eirodziesma 2012, 18 febbraio 2012                                                             | |
| Lituania                    | Donny Montell          | Love Is Blind                            | Inglese           | Eurovizija atranka Lietuvoje 2012, 3 marzo 2012                                                | |
| Macedonia                   | Kaliopi                | Crno i belo                              | Macedone          | Interno; artista annunciato il 19 novembre 2011, brano presentato il 29 febbraio 2012          | |
| Malta                       | Kurt Calleja           | This Is the Night                        | Inglese           | Malta Eurovision Song Contest 2012, 4 febbraio 2012                                            | |
| Moldavia                    | Pasha Parfeny          | Lăutar                                   | Inglese           | O melodie pentru Europa 2012, 11 marzo 2012                                                    | Il titolo del brano è in rumeno |
| Montenegro                  | Rambo Amadeus          | Euro neuro                               | Inglese           | Interno; artista annunciato il 12 dicembre 2011, brano presentato il 15 marzo 2012             | Il brano contiene alcune parole in montenegrino e tedesco |
| Norvegia                    | Tooji                  | Stay                                     | Inglese           | Melodi Grand Prix 2012, 11 febbraio 2012                                                       | |
| Paesi Bassi                 | Joan Franka            | You and Me                               | Inglese           | Nationaal Songfestival 2012, 26 febbraio 2012                                                  | |
| Portogallo                  | Filipa Sousa           | Vida minha                               | Portoghese        | Festival da Canção 2012, 10 marzo 2012                                                         | |
| Regno Unito                 | Engelbert Humperdinck  | Love Will Set You Free                   | Inglese           | Interno; artista annunciato il 1º marzo 2012, brano presentato il 19 marzo 2012                | |
| Romania                     | Mandinga               | Zaleilah                                 | Spagnolo, inglese | Selecția Națională 2012                                                                        | |
| Russia                      | Buranovskie babuški    | Party for Everybody                      | Udmurto, inglese  | Evrovidenie 2012                                                                               | |
| San Marino                  | Valentina Monetta      | The Social Network Song (Oh Oh-Uh-Oh Oh) | Inglese           | Interno; artista annunciata il 14 marzo 2012, brano presentato il 22 marzo 2012                | Il brano è una versione modificata rispetto a l'originale, "Facebook Uh oh oh", squalificato perché violava il regolamento del concorso. Il brano contiene alcune parole in italiano             |
| Serbia                      | Željko Joksimović      | Nije ljubav stvar                        | Serbo             | Interno; artista annunciato il 18 novembre 2011, brano presentato il 10 marzo 2012             | |
| Slovacchia                  | Max Jason Mai          | Don't Close Your Eyes                    | Inglese           | Interno; artista e brano annunciati il 7 marzo 2012                                            | |
| Slovenia                    | Eva Boto               | Verjamem                                 | Sloveno           | EMA 2012, 26 febbraio 2012                                                                     | |
| Spagna                      | Pastora Soler          | Quédate conmigo                          | Spagnolo          | Interno; artista annunciato il 21 dicembre 2011, brano presentato il 3 marzo 2012              | |
| Svezia                      | Loreen                 | Euphoria                                 | Inglese           | Melodifestivalen 2012, 10 marzo 2012                                                           | |
| Svizzera                    | Sinplus                | Unbreakable                              | Inglese           | Die große Entscheidungsshow, 10 dicembre 2011                                                  | |
| Turchia                     | Can Bonomo             | Love Me Back                             | Inglese           | Interno; artista annunciato il 9 gennaio 2012, brano presentato il 22 febbraio 2012            | |
| Ucraina                     | Gaitana                | Be My Guest                              | Inglese           | Jevrobačennja 2012, 18 febbraio 2012                                                           | |
| Ungheria                    | Compact Disco          | Sound of Our Hearts                      | Inglese           | A Dal 2012, 11 febbraio 2012                                                                   | |

## Verso l'evento

### Eurovision in Concert 2012
La quarta edizione dell'evento che anticipa l'ESC si è tenuta il 16 aprile 2012 presso il Melkweg di Amsterdam, condotta da Cornald Maas e Ruth Jacott (Rappresentante dei Paesi Bassi all'Eurovision Song Contest 1993); vi hanno partecipato:
- Albania
- Austria
- Azerbaigian
- Belgio
- Bulgaria
- Finlandia
- Francia
- Grecia
- Irlanda
- Lettonia
- Lituania
- Macedonia
- Malta
- Moldavia
- Paesi Bassi
- Portogallo
- Romania
- San Marino
- Spagna
- Slovenia
- Svizzera
- Turchia
- Ungheria

### London Eurovision Party 2012
La quinta edizione dell'evento si è tenuta il 23 aprile 2012, al Shadow Lounge di Londra, condotta da Paddy O'Connell e Nikki French (rappresentante del Regno Unito all'Eurovision Song Contest 2000); vi hanno partecipato:
- Azerbaigian
- Francia
- Lituania
- Macedonia
- Portogallo
- San Marino
- Slovenia
- Ungheria

Hanno partecipato inoltre Omar Naber (rappresentante della Slovenia all'Eurovision Song Contest 2005) e Kati Wolf (rappresentante dell'Ungheria all'Eurovision Song Contest 2011).

## L'evento

### Semifinali
Digame ha calcolato la composizione delle urne nelle quali sono stati divisi gli Stati partecipanti, determinate in base allo storico delle votazioni.
La loro composizione è stata:
| Urna 1                                                                                  | Urna 2                                                          | Urna 3                                                          | Urna 4                                                      | Urna 5                                                         | Urna 6                                                               |
| --------------------------------------------------------------------------------------- | --------------------------------------------------------------- | --------------------------------------------------------------- | ----------------------------------------------------------- | -------------------------------------------------------------- | -------------------------------------------------------------------- |
| - Albania - Bosnia ed Erzegovina - Croazia - Macedonia - Montenegro - Serbia - Svizzera | - Danimarca - Estonia - Finlandia - Islanda - Norvegia - Svezia | - Bielorussia - Georgia - Israele - Moldavia - Russia - Ucraina | - Armenia - Belgio - Cipro - Grecia - Paesi Bassi - Turchia | - Irlanda - Lettonia - Lituania - Malta - Portogallo - Romania | - Austria - Bulgaria - Ungheria - San Marino - Slovenia - Slovacchia |

Il 25 gennaio 2012, a Baku, si è svolto il sorteggio (presentato da Leyla Əliyeva e Nazim Hüseynov), per determinare in quale metà delle semifinali si esibiranno gli stati sorteggiati e la semifinale in cui avranno il diritto di voto gli Stati già qualificati alla finale. Nel sorteggio è stato, inoltre, esplicitato che le semifinali saranno composte rispettivamente da 19 stati per la prima e 18 per la seconda, e che l'ordine di esibizione esatto verrà stabilito durante l'incontro con i capo delegazione. In base all'esito del sorteggio, le semifinali sono state quindi così composte:

Paesi partecipanti alla prima semifinale
Paesi con diritto di voto nella prima semifinale
Paesi partecipanti alla seconda semifinale
Paesi con diritto di voto alla seconda semifinale

     Paesi partecipanti alla prima semifinale
     Paesi con diritto di voto nella prima semifinale
     Paesi partecipanti alla seconda semifinale
     Paesi con diritto di voto alla seconda semifinale
| 1ª semifinale 22 maggio 2012                                                 | 1ª semifinale 22 maggio 2012                                                | 2ª semifinale 24 maggio 2012                                                       | 2ª semifinale 24 maggio 2012                                                                      |
| ---------------------------------------------------------------------------- | --------------------------------------------------------------------------- | ---------------------------------------------------------------------------------- | ------------------------------------------------------------------------------------------------- |
| Montenegro Islanda Romania Albania Belgio Lettonia Svizzera Finlandia Grecia | Moldavia Cipro Austria Danimarca Russia San Marino Israele Irlanda Ungheria | Serbia Paesi Bassi Portogallo Macedonia Bielorussia Malta Ucraina Armenia Bulgaria | Svezia Georgia Slovenia Estonia Turchia Slovacchia Croazia Norvegia Lituania Bosnia ed Erzegovina |
| Con diritto di voto: Azerbaigian Italia Spagna                               | Con diritto di voto: Azerbaigian Italia Spagna                              | Con diritto di voto: Francia Germania Regno Unito                                  | Con diritto di voto: Francia Germania Regno Unito                                                 |
| 1. 2.                                                                        |                                                                             |                                                                                    |                                                                                                   |

### Ordine di esibizione
Il 20 marzo 2012, si è svolto l'incontro con i capo delegazione, per determinare l'ordine di esibizione ufficiale dei paesi nelle semifinali, e dei finalisti di diritto nella finale.

#### Prima semifinale
La prima semifinale si è tenuta il 22 maggio 2012; vi hanno partecipato 18 Stati (fino al ritiro dell'Armenia gli stati in gara sarebbero dovuti essere 19), e hanno votato anche Azerbaigian, Italia e Spagna
| N° | Stato      | Cantante               | Canzone                                  | Punti | Posizione |
| -- | ---------- | ---------------------- | ---------------------------------------- | ----- | --------- |
| 01 | Montenegro | Rambo Amadeus          | Euro neuro                               | 20    | 15        |
| 02 | Islanda    | Greta Salóme & Jónsi   | Never Forget                             | 75    | 8         |
| 03 | Grecia     | Eleutheria Eleutheriou | Aphrodisiac                              | 116   | 4         |
| 04 | Lettonia   | Anmary                 | Beautiful Song                           | 17    | 16        |
| 05 | Albania    | Rona Nishliu           | Suus                                     | 146   | 2         |
| 06 | Romania    | Mandinga               | Zaleilah                                 | 120   | 3         |
| 07 | Svizzera   | Sinplus                | Unbreakable                              | 45    | 11        |
| 08 | Belgio     | Iris                   | Would You?                               | 16    | 17        |
| 09 | Finlandia  | Pernilla Karlsson      | När jag blundar                          | 41    | 12        |
| 10 | Israele    | Izabo                  | Time                                     | 33    | 13        |
| 11 | San Marino | Valentina Monetta      | The Social Network Song (Oh Oh-Uh-Oh Oh) | 31    | 14        |
| 12 | Cipro      | Īvī Adamou             | La La Love                               | 91    | 7         |
| 13 | Danimarca  | Soluna Samay           | Should've Known Better                   | 63    | 9         |
| 14 | Russia     | Buranovskie babuški    | Party for Everybody                      | 152   | 1         |
| 15 | Ungheria   | Compact Disco          | Sound of Our Hearts                      | 52    | 10        |
| 16 | Austria    | Trackshittaz           | Woki mit deim Popo                       | 8     | 18        |
| 17 | Moldavia   | Pasha Parfeny          | Lăutar                                   | 100   | 5         |
| 18 | Irlanda    | Jedward                | Waterline                                | 92    | 6         |

| Pos. | Televoto   | Punti | Giuria     | Punti |
| ---- | ---------- | ----- | ---------- | ----- |
| 1    | Russia     | 189   | Albania    | 131   |
| 2    | Romania    | 132   | Moldavia   | 107   |
| 3    | Albania    | 131   | Grecia     | 103   |
| 4    | Irlanda    | 116   | Cipro      | 90    |
| 5    | Grecia     | 110   | Romania    | 87    |
| 6    | Cipro      | 99    | Danimarca  | 81    |
| 7    | Moldavia   | 85    | Ungheria   | 76    |
| 8    | Islanda    | 79    | Russia     | 75    |
| 9    | Danimarca  | 53    | Israele    | 72    |
| 10   | Svizzera   | 49    | Irlanda    | 72    |
| 11   | Ungheria   | 39    | Islanda    | 70    |
| 12   | Finlandia  | 36    | Finlandia  | 57    |
| 13   | San Marino | 25    | Svizzera   | 45    |
| 14   | Montenegro | 24    | San Marino | 42    |
| 15   | Lettonia   | 18    | Belgio     | 38    |
| 16   | Israele    | 16    | Montenegro | 28    |
| 17   | Austria    | 15    | Austria    | 27    |
| 18   | Belgio     | 2     | Lettonia   | 17    |

12 punti
| N. | A          | Da                                                 |
| -- | ---------- | -------------------------------------------------- |
| 5  | Albania    | Austria, Azerbaigian, Italia, Montenegro, Svizzera |
| 5  | Russia     | Belgio, Danimarca, Finlandia, Israele, Lettonia    |
| 3  | Romania    | Irlanda, Moldavia, Spagna                          |
| 2  | Cipro      | Grecia, Islanda                                    |
| 2  | Grecia     | Cipro, Romania                                     |
| 1  | Finlandia  | Ungheria                                           |
| 1  | Irlanda    | San Marino                                         |
| 1  | Moldavia   | Russia                                             |
| 1  | Montenegro | Albania                                            |

#### Seconda semifinale
La seconda semifinale si è tenuta il 24 maggio 2012; vi hanno partecipato 18 Stati, e hanno votato anche Francia, Germania e Regno Unito
| N° | Stato                | Cantante          | Canzone               | Punti | Posizione |
| -- | -------------------- | ----------------- | --------------------- | ----- | --------- |
| 01 | Serbia               | Željko Joksimović | Nije ljubav stvar     | 159   | 2         |
| 02 | Macedonia            | Kaliopi           | Crno i belo           | 53    | 9         |
| 03 | Paesi Bassi          | Joan Franka       | You and Me            | 35    | 15        |
| 04 | Malta                | Kurt Calleja      | This Is the Night     | 70    | 7         |
| 05 | Bielorussia          | Litesound         | We Are the Heroes     | 35    | 16        |
| 06 | Portogallo           | Filipa Sousa      | Vida minha            | 39    | 13        |
| 07 | Ucraina              | Gaitana           | Be My Guest           | 64    | 8         |
| 08 | Bulgaria             | Sofi Marinova     | Love Unlimited        | 45    | 11        |
| 09 | Slovenia             | Eva Boto          | Verjamen              | 31    | 17        |
| 10 | Croazia              | Nina Badrić       | Nebo                  | 42    | 12        |
| 11 | Svezia               | Loreen            | Euphoria              | 181   | 1         |
| 12 | Georgia              | Anri Jokhadze     | I'm a Joker           | 36    | 14        |
| 13 | Turchia              | Can Bonomo        | Love Me Back          | 80    | 5         |
| 14 | Estonia              | Ott Lepland       | Kuula                 | 100   | 4         |
| 15 | Slovacchia           | Max Jason Mai     | Don't Close Your Eyes | 22    | 18        |
| 16 | Norvegia             | Tooji             | Stay                  | 45    | 10        |
| 17 | Bosnia ed Erzegovina | Maya Sar          | Korake ti znam        | 77    | 6         |
| 18 | Lituania             | Donny Montell     | Love Is Blind         | 104   | 3         |

| Pos. | Televoto             | Punti | Giuria               | Punti |
| ---- | -------------------- | ----- | -------------------- | ----- |
| 1    | Svezia               | 180   | Svezia               | 145   |
| 2    | Serbia               | 148   | Serbia               | 141   |
| 3    | Lituania             | 128   | Ucraina              | 109   |
| 4    | Turchia              | 114   | Estonia              | 102   |
| 5    | Estonia              | 88    | Malta                | 97    |
| 6    | Norvegia             | 72    | Bosnia ed Erzegovina | 77    |
| 7    | Bosnia ed Erzegovina | 70    | Croazia              | 66    |
| 8    | Macedonia            | 63    | Georgia              | 62    |
| 9    | Bulgaria             | 59    | Macedonia            | 58    |
| 10   | Paesi Bassi          | 51    | Lituania             | 55    |
| 11   | Malta                | 39    | Bielorussia          | 52    |
| 12   | Bielorussia          | 37    | Portogallo           | 49    |
| 13   | Portogallo           | 37    | Turchia              | 42    |
| 14   | Croazia              | 34    | Slovenia             | 40    |
| 15   | Slovacchia           | 32    | Slovacchia           | 40    |
| 16   | Slovenia             | 27    | Paesi Bassi          | 31    |
| 17   | Ucraina              | 24    | Bulgaria             | 27    |
| 18   | Georgia              | 15    | Norvegia             | 25    |

12 punti
| N. | A                    | Da                                                            |
| -- | -------------------- | ------------------------------------------------------------- |
| 6  | Svezia               | Estonia, Georgia, Germania, Norvegia, Paesi Bassi, Slovacchia |
| 4  | Serbia               | Bulgaria, Francia, Macedonia, Slovenia                        |
| 2  | Bosnia ed Erzegovina | Croazia, Turchia                                              |
| 2  | Croazia              | Bosnia e Erzegovina, Serbia                                   |
| 2  | Estonia              | Portogallo, Svezia                                            |
| 1  | Bielorussia          | Ucraina                                                       |
| 1  | Georgia              | Lituania                                                      |
| 1  | Malta                | Regno Unito                                                   |
| 1  | Turchia              | Malta                                                         |
| 1  | Ucraina              | Bielorussia                                                   |

### Finale
La finale si è svolta il 26 maggio 2012; vi hanno gareggiato 26 paesi di cui:
- i primi 10 qualificati durante la prima semifinale;
- i primi 10 qualificati durante la seconda semifinale;
- i 5 finalisti di diritto, i cosiddetti Big Five, ovvero Francia, Germania, Italia, Regno Unito e Spagna;
- l'Azerbaigian, paese ospitante.

| N° | Stato                | Cantante               | Canzone                         | Punti | Posizione |
| -- | -------------------- | ---------------------- | ------------------------------- | ----- | --------- |
| 01 | Regno Unito          | Engelbert Humperdinck  | Love Will Set You Free          | 12    | 25        |
| 02 | Ungheria             | Compact Disco          | Sound of Our Hearts             | 19    | 24        |
| 03 | Albania              | Rona Nishliu           | Suus                            | 146   | 5         |
| 04 | Lituania             | Donny Montell          | Love Is Blind                   | 70    | 14        |
| 05 | Bosnia ed Erzegovina | Maya Sar               | Korake ti znam                  | 55    | 18        |
| 06 | Russia               | Buranovskie babuški    | Party for Everybody             | 259   | 2         |
| 07 | Islanda              | Greta Salóme & Jónsi   | Never Forget                    | 46    | 19        |
| 08 | Cipro                | Īvī Adamou             | La La Love                      | 65    | 16        |
| 09 | Francia              | Anggun                 | Echo (You and I)                | 21    | 22        |
| 10 | Italia               | Nina Zilli             | L'amore è femmina (Out of Love) | 101   | 9         |
| 11 | Estonia              | Ott Lepland            | Kuula                           | 120   | 6         |
| 12 | Norvegia             | Tooji                  | Stay                            | 7     | 26        |
| 13 | Azerbaigian          | Səbinə Babayeva        | When the Music Dies             | 150   | 4         |
| 14 | Romania              | Mandinga               | Zaleilah                        | 71    | 12        |
| 15 | Danimarca            | Soluna Samay           | Should've Known Better          | 21    | 23        |
| 16 | Grecia               | Eleutheria Eleutheriou | Aphrodisiac                     | 64    | 17        |
| 17 | Svezia               | Loreen                 | Euphoria                        | 372   | 1         |
| 18 | Turchia              | Can Bonomo             | Love Me Back                    | 112   | 7         |
| 19 | Spagna               | Pastora Soler          | Quédate conmigo                 | 97    | 10        |
| 20 | Germania             | Roman Lob              | Standing Still                  | 110   | 8         |
| 21 | Malta                | Kurt Calleja           | This Is the Night               | 41    | 21        |
| 22 | Macedonia            | Kaliopi                | Crno i belo                     | 71    | 13        |
| 23 | Irlanda              | Jedward                | Waterline                       | 46    | 20        |
| 24 | Serbia               | Željko Joksimović      | Nije ljubav stvar               | 214   | 3         |
| 25 | Ucraina              | Gaitana                | Be My Guest                     | 65    | 15        |
| 26 | Moldavia             | Pasha Parfeny          | Lăutar                          | 81    | 11        |

| Pos. | Televoto             | Punti | Giuria               | Punti |
| ---- | -------------------- | ----- | -------------------- | ----- |
| 1    | Svezia               | 343   | Svezia               | 296   |
| 2    | Russia               | 332   | Serbia               | 173   |
| 3    | Serbia               | 211   | Albania              | 157   |
| 4    | Turchia              | 176   | Italia               | 157   |
| 5    | Azerbaigian          | 151   | Spagna               | 154   |
| 6    | Germania             | 125   | Estonia              | 152   |
| 7    | Romania              | 117   | Ucraina              | 125   |
| 8    | Albania              | 106   | Azerbaigian          | 118   |
| 9    | Grecia               | 89    | Moldavia             | 104   |
| 10   | Irlanda              | 89    | Germania             | 98    |
| 11   | Macedonia            | 79    | Russia               | 94    |
| 12   | Estonia              | 78    | Cipro                | 85    |
| 13   | Moldavia             | 75    | Francia              | 85    |
| 14   | Lituania             | 68    | Lituania             | 82    |
| 15   | Cipro                | 63    | Bosnia ed Erzegovina | 71    |
| 16   | Bosnia ed Erzegovina | 57    | Malta                | 70    |
| 17   | Italia               | 56    | Macedonia            | 69    |
| 18   | Spagna               | 45    | Grecia               | 60    |
| 19   | Islanda              | 39    | Islanda              | 53    |
| 20   | Ucraina              | 37    | Romania              | 53    |
| 21   | Regno Unito          | 36    | Danimarca            | 51    |
| 22   | Ungheria             | 20    | Turchia              | 50    |
| 23   | Danimarca            | 18    | Ungheria             | 30    |
| 24   | Norvegia             | 16    | Norvegia             | 24    |
| 25   | Malta                | 10    | Irlanda              | 14    |
| 26   | Francia              | 0     | Regno Unito          | 11    |

12 punti
| N. | A           | Da |
| -- | ----------- | --- |
| 18 | Svezia      | Austria, Belgio, Danimarca, Estonia, Finlandia, Francia, Germania, Irlanda, Islanda, Israele, Lettonia, Norvegia, Paesi Bassi, Regno Unito, Russia, Slovacchia, Spagna, Ungheria |
| 4  | Albania     | Macedonia, Italia, San Marino, Svizzera |
| 4  | Azerbaigian | Lituania, Malta, Turchia, Ucraina |
| 4  | Serbia      | Bulgaria, Croazia, Montenegro, Slovenia |
| 2  | Cipro       | Grecia, Svezia |
| 2  | Grecia      | Albania, Cipro |
| 2  | Macedonia   | Bosnia e Erzegovina, Serbia |
| 1  | Lituania    | Georgia |
| 1  | Moldavia    | Romania |
| 1  | Romania     | Moldavia |
| 1  | Russia      | Bielorussia |
| 1  | Spagna      | Portogallo |
| 1  | Turchia     | Azerbaigian |

## Marcel Bezençon Awards
I vincitori sono stati:
- Press Award:  Azerbaigian
- Artistic Award:  Svezia
- Composer Award:  Svezia

## OGAE 2012
L'OGAE 2012 è una classifica fatta da gruppi dell'OGAE, un'organizzazione internazionale che consiste in un network di oltre 40 fan club del Contest di vari Paesi europei e non. Come ogni anno, i membri dell'OGAE hanno avuto l'opportunità di votare per la loro canzone preferita prima della gara e i risultati sono stati pubblicati sul sito web dell'organizzazione.
| Posizione | Paese    | Cantante             | Canzone*                        | Punti |
| --------- | -------- | -------------------- | ------------------------------- | ----- |
| 1         | Svezia   | Loreen               | Euphoria                        | 375   |
| 2         | Italia   | Nina Zilli           | L'amore è femmina (Out of Love) | 212   |
| 3         | Islanda  | Greta Salóme & Jónsi | Never Forget                    | 211   |
| 4         | Serbia   | Željko Joksimović    | Nije ljubav stvar               | 199   |
| 5         | Norvegia | Tooji                | Stay                            | 164   |

*La tabella raffigura il voto finale di 40 OGAE club.

## Giurie
- Francia: Amaury Vassili, Merwan Rim e Corinne Hermès[72]
- Italia: Dario Salvatori, Roberto Paolillo, Cinzia Marongiu, Elisabetta Malvagna e Gianmaurizio Foderaro (presidente)[73]
- San Marino: Marco Capicchioni (presidente), Massimiliano Messieri, Laura Casetta, Giulia Lazzarini ed Angelo Guidi[73]

## Stati non partecipanti
- Andorra - Dopo aver confermato l'impossibilità a partecipare, RTVA ha fatto sapere che il debito contratto con l'UER di 3.5 milioni di euro è di fatto insostenibile per la televisione, che dovrà uscire dall'unione, rendendo quindi impossibile un ritorno del paese nei prossimi anni, a meno di un rientro[74].
- Liechtenstein - A causa di problemi gestionali, la partecipazione del piccolo principato sarà per il secondo anno di seguito rimandata. Secondo il rappresentante dell'emittente 1 FL TV, nel 2013 un cambio di palinsesti riuscirebbe a garantire al paese l'adesione all'UER e nello stesso anno la partecipazione all'ESC[75].
- Lussemburgo - Avendo partecipato per l'ultima volta all'ESC nel 1993, il Granducato è stato lontano dalla competizione per 18 anni. Il 31 dicembre, RTL, tv nazionale, ha confermato ad esctoday il suo disinteresse nei confronti della manifestazione[76].
- Marocco - Il capo della delegazione francese per l'Eurovision, Bruno Berberes, ha rivelato in agosto l'intenzione di SNRT, tv nazionale iscritta all'UER, di rappresentare il paese magrebino all'ESC 2012. Tuttavia si sarebbe trattato esclusivamente di indiscrezioni, come ha più volte confermato Fatima El Moumen, direttrice per le collaborazioni internazionali presso SNRT[77].
- Principato di Monaco - Nonostante alcune voci iniziali secondo le quali TMC stesse trattando con l'UER per un ritorno già nel 2012, Phill Bosco, membro della televisione monegasca, ha comunicato che i costi di partecipazione sono insostenibili per il principato. La tv, per l'80% appartenente a TF1 e per il rimanente 20% al governo, non permette, per clausole di contratto, l'intervento di sponsor[78].
- Repubblica Ceca - Con l'elezione del nuovo direttore generale di CT, Petr Dvorak, si è deciso di dare spazio a programmi di grande respiro internazionale. Tra questi, tuttavia, non è presente l'Eurovision, a proposito del quale però - ha assicurato il direttore - si dibatterà certamente nel 2013[79].

## Ritiri
- Polonia - TVP, la televisione nazionale polacca, non ha partecipato a questa edizione dell'Eurovision Song Contest a causa dell'impegno negli Europei di Calcio 2012 (ospitati insieme all'Ucraina) e nella trasmissione delle Olimpiadi di Londra.
- Armenia - Il 7 marzo 2012 viene annunciato, abbondantemente oltre l'ultima data ammessa, il ritiro del Paese caucasico dalla manifestazione per circostanze al di fuori del controllo degli organizzatori della manifestazione[80][81]. Armenia ed Azerbaigian sono da tempo in conflitto fra loro per il controllo del territorio del Nagorno-Karabakh. In conseguenza di ciò, la direttrice delle relazioni con i media dell'UER, Annika Nyberg Frankenhaeuser, ha annunciato all'agenzia di stampa ITAR-TASS, che il Paese caucasico dovrà pagare per intero la quota d'iscrizione aggravata di un ulteriore 50% e dovrà trasmettere le tre serate senza alcuna interruzione; in caso ciò non venisse fatto, l'Armenia potrebbe essere bandita dalla partecipazione alle future edizioni.[82]

## Trasmissione dell'evento e commentatori
- Albania: l'evento è stato trasmesso su RTSH, con il commento di Andri Xhahu. L'emittente, nonostante avesse l'obbligo di trasmettere la prima semifinale in diretta, ha richiesto il differimento all'UER, a causa di un incidente stradale di un autobus, avvenuto il 21 maggio 2012, che ha portato alla morte di 11 studentesse universitarie.[83][84]
- Armenia: La finale dell'evento è stata trasmessa su ARM 1 TV, con il commento di Gohar Gasparyan e Artur Grigoryan. L'emittente non ha trasmesso le semifinali, nonostante fosse stata obbligata dall'UER a trasmettere tutte e tre le 3 serate senza interruzioni pubblicitarie.[85]; ciò non avrebbe dovuto comportare ulteriori sanzioni al Paese, secondo quanto riportato dall'agenzia di stampa azera APA[86], fatto che è stato confermato dalla regolare partecipazione del Paese all'edizione successiva.[87];
- Australia: l'evento è stato trasmesso su SBS, con il commento di Julia Zemiro e Sam Pang[88][89]
- Austria: l'evento è stato trasmesso su ORF eins, con il commento di Andi Knoll, che ha commentato la finale con il duo Stermann & Grissemann e Lukas Plöchl.[90][91]
- Azerbaigian: l'evento è stato trasmesso su Ictmai TV, con il commento di Könül Arifqızı e Saleh Baghirov[87][92]
- Belgio: l'evento è stato trasmesso in: francese su La Une, con il commento di Jean-Pierre Hautier e Jean-Louis Lahaye. In Olandese su Één e Radio 2, con il commento di André Vermeulen e Peter Van de Veire, e su BVN.[87][93][94];
- Bielorussia: l'evento è stato trasmesso su Belarus 1.[87];
- Bosnia ed Erzegovina: l'evento è stato trasmesso su BHT1, con il commento di Dejan Kukrić.
- Bulgaria: l'evento è stato trasmesso su BNT, con il commento di Elena Rosberg e Georgi Kushvaliev.
- Croazia: l'evento è stato trasmesso su HRT1, con il commento di Duško Čurlić.[87];
- Danimarca: l'evento è stato trasmesso su DR1, con il commento di Ole Tøpholm.[95]
- Cipro: l'evento è stato trasmesso su CyBC 1, con il commento di Melina Karageorgiou.[96]
- Cina: l'evento è stato trasmesso su CCTV-15, il 1º dicembre 2013, in una versione accorciata a due ore.
- Estonia: l'evento è stato trasmesso in: Estone su ETV, con il commento di Marko Reikop, e su Raadio 2, con il commento di Mart Juur e Andrus Kivirähk. Russo su Raadio 4, con il commento di Ilja Ban, Dmitri Vinogradov e Aleksandra Moorast.[97]
- Finlandia: l'evento è stato trasmesso in Finlandese su Yle TV2 e Yle HD, con il commento di Tarja Närhi e Tobias Larsson, e su Yle Radio Suomi, con il commento di Sanna Kojo e Jorma Hietamäki. Svedese su Yle Fem, con il commento di Eva Frantz e Johan Lindroos[98][99]
- Francia: la seconda semifinale è stata trasmessa su France Ô, con il commento di Audrey Chauveau e Bruno Berberes, mentre la finale è stata trasmessa su France 3, con il commento di Cyril Féraud e Mireille Dumas, e su France Bleu, con il commento di Fabien Lecœuvre e Serge Poezevara.[100][101]
- Georgia: l'evento è stato trasmesso su GBP, con il commento di Temo Kvirkvelia.
- Germania: la seconda semifinale e la finale sono state trasmesse su Das Erste, mentre la prima semifinale è stata trasmessa su ProSieben, Phoenix e su One, con il commento di Peter Urban. L'evento è stata trasmesso anche su Hr3, con il commento di Tim Frühling, e su NDR 2, con il commento di Thomas Mohr.[87][102];
- Grecia: l'evento è stato trasmesso su ERT e su ERT World, con il commento di Maria Kozakou.[87][103];
- Irlanda: le semifinali sono state trasmesse su RTÉ Two, mentre la finale su RTÉ One, con il commento di Marty Whelan. La finale è stata anche trasmessa su RTÉ Radio 1, con il commento di Shay Byrne e Zbyszek Zalinski.[104]
- Islanda: l'evento è stato trasmesso su RÚV.
- Israele: l'evento è stato trasmesso su Channel 1.
- Italia: la prima semifinale è stata trasmessa su Rai 5, con il commento di Federica Gentile, mentre la finale è stata trasmessa su Rai 2, con il commento Filippo Solibello e Marco Ardemagni. In Alto Adige, è stato possibile vedere l'evento su Radiotelevisione Azienda Speciale, che ha permesso di scegliere se seguire il programma con il commento in tedesco di: Andi Knoll (Austria), Sven Epiney (Svizzera) o Peter Urban (Germania).[105][106][107][108],[109].[87];
- Kazakistan: l'evento è stato trasmesso su Arna Media, con il commento di Norberg Makhambetov e Kaldybek Zhaysanbay.[110]
- Kirghizistan: l'evento è stato trasmesso su OTRK, con il commento di Elmar Osmonov e Aibek Akmatov.
- Lettonia: l'evento è stato trasmesso su LTV, con il commento di Valters Frīdenbergs, che ha commentato la finale con 	Kārlis Būmeistars[111]
- Lituania: l'evento è stato trasmesso su LRT, con il commento di Darius Užkuraitis.
- Macedonia: l'evento è stato trasmesso su MRT, con il commento di Karolina Petkovska.[87];
- Malta: l'evento è stato trasmesso su TVM, con il commento di Marcel Spătari e Ronald Briffa.
- Moldavia: l'evento è stato trasmesso su TRM, con il commento diMarcel Spătari.
- Montenegro: l'evento è stato trasmesso su TVCG 1, con il commento di Dražen Bauković e Tamara Ivanković.
- Norvegia: l'evento è stato trasmesso su NRK1, con il commento di Olav Viksmo Slettan.[112]
- Paesi Bassi: l'evento è stato trasmesso su TROS, con il commento di Jan Smit e Daniël Dekker, e su BVN[87][113][114];
- Portogallo: l'evento è stato trasmesso su RTP, con il commento di Pedro Granger.[115]
- Regno Unito: le semifinali sono state trasmesse su BBC Three e BBC HD, con il commento di Scott Mills e Sara Cox, mentre la finale è stata trasmessa su BBC One e BBC HD, con il commento di Graham Norton, e su BBC Radio 2, con il commento di Bruce Ken .[87][116][117][118][119];
- Romania: l'evento è stato trasmesso su TVR1, con il commento di Gianina Corondan e Leonard Miron.[87][120];
- Russia: l'evento è stato trasmesso su Rossija 1, con il commento di Olga Shelest e Dmitry Guberniev.[121]
- San Marino: l'evento è stato trasmesso su San Marino RTV, con il commento di Lia Fiorio e Gigi Restivo.[87][122][123];
- Serbia: l'evento è stato trasmesso su RTS1, con il commento di Dragan Ilić per la prima semifinale, e di Duška Vučinić-Lučić per la seconda semifinale e la finale.[124]
- Slovacchia: l'evento è stato trasmesso su STV1 e SRo1, con il commento di Roman Bomboš.[125]
- Slovenia: la seconda semifinale è stata trasmessa su SLO TV2, mentre la finale è stata trasmessa su SLO TV1, con il commento di Andrej Hofer.[87];
- Spagna: La prima semifinale è stata trasmessa su La 2 e TVE Internacional, mentre la finale su La 1 e TVE Internacional, con il commento di José María Íñigo.[87][126];
- Svezia: l'evento è stato trasmesso su SVT1, con il commento di Edward af Sillén e Gina Dirawi, e su Sveriges Radio P3, con il commento di Björn Kjellman e Carolina Norén.[127]
- Svizzera:nella Svizzera tedesca l'evento è stato trasmesso su SRF zwei per le semifinali e su SRF 1 per la finale, con il commento di Sven Epiney. Nella Svizzera francese entrambe le semifinali sono andate in onda su RTS Deux e la finale su RTS Un, con il commento di Jean-Marc Richard e Nicolas Tanner. Nella Svizzera italiana su RSI LA2 è andata in onda la prima semifinale, mentre la finale è stata trasmessa da RSI LA1 con il commento di Paolo Meneguzzi e Clarissa Tami. L'evento è stato trasmesso anche su RTR.[128];[129];[87][130];.
- Turchia: l'evento è stato trasmesso su TRT 1 e TRT Türk, con il commento di Bülend Özveren e Erhan Konuk.[131]
- Ucraina: l'evento è stato trasmesso su UA:Peršyj, con il commento di Timur Mirošnyčenko e Tatiana Terekhova
- Ungheria: l'evento è stato trasmesso su M1, con il commento di Gábor Gundel Takács[132]

## Portavoce
L'ordine di presentazione ufficiale è stato stabilito il 26 maggio 2012, il giorno della finale.:
1. Albania - Andri Xhahu
2. Montenegro - Marija Markovic
3. Romania - Paula Seling (Rappresentante dello stato all' Eurovision Song Contest 2010 e 2014)
4. Austria - Kati Bellowitsch (Portavoce anche nella scorsa edizione)
5. Ucraina - Aleksey Matius
6. Bielorussia - Dzmitryj Kaldun (Rappresentante dello stato all'Eurovision Song Contest 2007)
7. Belgio - Peter Van de Veire
8. Azerbaigian - Safura (Rappresentante dello stato all'Eurovision Song Contest 2010)
9. Malta - Keith Demicoli
10. San Marino - Monica Fabbri
11. Francia - Amaury Vassili (Rappresentante dello stato nella scorsa edizione)
12. Regno Unito - Scott Mills
13. Turchia - Ömer Önder (Portavoce in diverse edizioni)
14. Grecia - Adriana Magania
15. Bosnia ed Erzegovina- Elvir Laković Laka (Rappresentante dello stato all'Eurovision Song Contest 2008)
16. Moldavia - Olivia Fortuna
17. Bulgaria - Anna Angelova
18. Svizzera - Sara Hildebrand
19. Slovenia - Lorella Flego
20. Cipro - Loucas Hamatsos
21. Croazia - Nevena Rendeli
22. Slovacchia - Mária Pietrová
23. Macedonia - Kristina Talevska
24. Paesi Bassi - Vivienne van den Assem
25. Portogallo - Joana Teles
26. Islanda - Matthias Matthiasson (Rappresentante dello stato nella scorsa edizione, come parte dei Sigurjón's Friends)
27. Svezia - Lynda Woodruff
28. Norvegia - Nadia Hasnaoui (Presentatrice dell'Eurovision Song Contest 2010)
29. Lituania - Ignas Krupavičius
30. Estonia - Getter Jaani (Rappresentante dello stato nella scorsa edizione)
31. Danimarca - Louise Wolff
32. Lettonia - Valters Fridenbergs (Rappresentante dello stato all'Eurovision Song Contest 2005, come parte del duo Valters & Kaža)
33. Spagna - Elena S. Sánchez
34. Finlandia - Mr. Lordi (Vincitore dell'Eurovision Song Contest 2006, come parte dei Lordi)
35. Georgia - Sopho Toroshelidze (Rappresentante dello stato nella scorsa edizione, come parte degli Eldrine)
36. Italia - Ivan Bacchi
37. Serbia - Maja Nikolić
38. Germania - Anke Engelke (Presentatrice nella scorsa edizione)
39. Russia - Oksana Fëdorova (Portavoce dello stato nelle edizioni 2008 e 2010)
40. Ungheria - Éva Novodomszky (Portavoce dello stato dall' Eurovision Song Contest 2007)
41. Israele - Ofer Nachshon (Portavoce dello stato dall' Eurovision Song Contest 2009)
42. Irlanda - Grainne Seoige[134]

### Compilation
- Eurovision Song Contest 2012

## Ascolti
- Gli ascolti totali dell'evento sono stati per questa edizione 102.900.000 telespettatori (64 milioni nella finale)[135]

## Controversie
- San Marino - Il primo brano scelto (Facebook, Uh, Oh, Oh) è stato accusato di avere del contenuto pubblicitario, in quanto Facebook è un'azienda quotata all'interno dell'indice Nasdaq, oltre che marchio registrato, mettendo sotto esame degli organizzatori il brano stesso[136]. Il comitato organizzatore ha confermato la natura pubblicitaria del brano, decretandone la non ammissibilità alla manifestazione, e dando tempo a SMtv San Marino fino al 22 marzo alle 12 CET per presentare un altro brano o una versione modificata dello stesso[137]. La tv del Titano ha poi regolarmente ottemperato alla richiesta, presentando una versione modificata della canzone respinta.
- Moldavia - Il video musicale del brano, presente sul canale YouTube ufficiale della manifestazione, è stato rimosso per alcune settimane dallo stesso a causa di una richiesta per violazione del diritto d'autore, rivelatasi poi infondata e che ha portato all'arresto dei segnalatori.[138]